# Amfissa (stad)
Amfissa (Grieks: Άμφισσα) is een deelgemeente (dimotiki enotita) van de gemeente (dimos) Delphi, in de Griekse bestuurlijke regio (periferia) Centraal-Griekenland. De plaats telt 9.248 inwoners.
Van de 13e eeuw tot 1833 was de naam Salona.